# فيضانات أفغانستان وباكستان 2024
تسببت الأمطار الغزيرة غير الموسمية والفيضانات المفاجئة الناتجة عنها في أفغانستان وباكستان منذ 6 مارس 2024 في مقتل أكثر من ألف شخص وإصابة آخرون.  وأضرار جسيمة في البنية التحتية والزراعة. 

## الأضرار والضحايا

### أفغانستان
خلال فيضانات أبريل توفي أكثر من 100 شخص وأصيب 54 آخرون بسبب الأمطار الغزيرة والفيضانات في 23 مقاطعة. ودُمر ما لا يقل عن 2134 منزلًا ونفق 10789 رأسًا من الماشية. وأفاد مكتب الأمم المتحدة لتنسيق الشؤون الإنسانية في أفغانستان أن الأمطار الغزيرة والفيضانات أثرت على أكثر من 25 ألف أسرة،  وألحقت أضرارًا بما يقرب من 1000 منزل. وأفاد المتحدث باسم الإدارة جانان سايق أن معظم الضحايا سقطوا بسبب انهيار الأسقف. وغمرت المياه أكثر من 600 كـم (370 ميل) من الطرق و9271 هكتار من الأراضي الزراعية. 
قالت الأمم المتحدة إن المزيد من الفيضانات في 10-11 مايو تسببت في مقتل 540 شخص،  وأبلغ مكتب برنامج الأغذية العالمي عن إصابة 1651 شخص.  وفي ولاية بغلان توفي 300 شخص وأصيب 100 آخرون ودُمر نحو ألف منزل وتضررت العديد من المنازل الأخرى.  وفي منطقة باغْلاني جديد، قُتل 100 شخص وتضرر 1500 منزل.  كما تضرر 2042 منزل في منطقة بوركا. 
توفي 20 شخصًا آخرين وأصيب 80 آخرون في ولاية تخار،  بينما قُتل ثلاثة آخرون في ولاية هرات،  كما تأثرت مقاطعتا بدخشانوغور. واستمرت الفيضانات طوال الفترة من 17 إلى 18 مايو، مما أسفر عن مقتل 150 شخصًا. بينما سُجلت 84 حالة وفاة وخمس إصابات و40 مفقودًا في ولاية فارياب، حيث تضرر 1870 منزل، وتوفي 55 شخص وفُقد المئات في ولاية غور ودُمر نحو 3000 منزل وتضرر 6000 منزل آخر. وفي شغشران دُمر أكثر من 2000 منزل وتضرر 4000 منزل آخر وغُمر 2000 متجر بمياه الفيضانات. 
أدت الفيضانات في 15-16 يوليو إلى مقتل 60 شخصًا على الأقل. وحدثت أضرار جسيمة في ولاية ننكرهار، حيث توفي 47 شخصًا وأصيب 350 آخرون، ودُمر 400 منزل. كما تسببت الفيضانات في مقتل خمسة أشخاص في ولاية كنر، ودمرت 50 منزلًا و405 كـم (252 ميل) من الطرق. وفي مقاطعة كابيسا توفي خمسة أشخاص ودُمر 35 منزلًا. 

### باكستان
في 6 مارس، تسببت الأمطار الغزيرة في انهيار أرضي في منطقة سوات، مما أسفر عن مقتل أكثر من 40 شخصًا. 
وفي شهر أبريل قُتل 99 شخصًا آخر من بينهم 44 طفلًا، وأصيب 94 آخرون في الفيضانات التي ألحقت أضرارًا بأكثر من 3500 منزل و464 مدرسة.  وكانت المنطقة الأكثر تضررًا هي خيبر بختونخوا التي سجلت 64 حالة وفاة، تليها البنجاب بـ 21 حالة وفاة وبلوشستان بـ 15 حالة وفاة.  وتسببت الأمطار الغزيرة في فيضانات وانقطاع التيار الكهربائي في خيبر بختونخوا وبلوشستانوالبنجابوآزاد جامو وكشمير.  ونتجت غالبية الوفيات بسبب الصواعق التي قتلت المزارعين أثناء حصاد محاصيل القمح، والأمطار التي تسببت في انهيار المنازل. وغمرت المياه الشوارع في العديد من المدن. كما هطلت أمطار غزيرة في إسلام آباد،  وأعلنت السلطات حالة الطوارئ في بلوشستان. 
استمرت الفيضانات في أغسطس مؤدية لوفيات بلغت 245 شخصًا وإصابة 446 آخرين، وتدمير 1002 منزل، وإلحاق أضرار بنحو 3475 منزلًا آخر، و35 جسرًا، وثماني مدارس. 

## الأسباب
كان هطول الأمطار الغزير على النقيض تمامًا من فصل الشتاء الجاف بشكل غير عادي. وكافحت التربة الجافة الناتجة لامتصاص المطر، مما أدى إلى تفاقم الفيضانات. وعزا بعض الخبراء تغير المناخ إلى السبب. 

## الاستجابة والتعافي
نصحت الهيئة الوطنية لإدارة الكوارث في باكستان خدمات الطوارئ بأن تكون في حالة تأهب قصوى، حيث من المتوقع هطول جولة أخرى من الأمطار الغزيرة. ويشمل القتلى المؤكدون 25 طفلًا و12 رجلًا وتسع نساء، بينما يشمل المصابون 11 امرأة و33 رجلًا و16 طفلًا. وتوقعت دائرة الأرصاد الجوية الباكستانية المزيد من الأمطار المتقطعة في جميع المقاطعات الأربع. ويُعتقد أن الأمطار المستمرة مع احتمال حدوث فيضانات في بلوشستان وخيبر بختونخوا ستستمر حتى 22 أبريل. 

## ردود الفعل
أعرب الأمين العام للأمم المتحدة أنطونيو غوتيريش عن حزنه لفقدان الأرواح الناجم عن الفيضانات في مقاطعة باغْلان، شمال شرق أفغانستان. وفي بيان صادر عن مكتب المتحدث باسم الأمم المتحدة، أعرب الأمين العام عن تضامنه مع شعب أفغانستان. وقدّم تعازيه لأسر الضحايا وتمنى الشفاء العاجل للمصابين. وأكد أن الأمم المتحدة وشركاءها في أفغانستان ينسقون مع السلطات القائمة لتقييم الاحتياجات بسرعة وتقديم المساعدة الطارئة. 

### ملحوظات
1. ↑  700 في أفعانستان
  - 100 في أبريل[1]
  - 540 في مايو[2]
  - 60 في يوليو[3]

384 في باكستان
  - 40 في مارس[4]
  - 99 في أبريل[5]
  - 245 في أغسطس[6]
2. ↑  2,060 في أفعانستان
  - 54 في أبريل
  - 1,656 في مايو
  - 350 في يوليو

540 في باكستان
  -     - 94 في مارس
    - 446 في أغسطس